# Crassaspis multipora
Crassaspis multipora är en insektsart som först beskrevs av Ferris 1919.  Crassaspis multipora ingår i släktet Crassaspis och familjen pansarsköldlöss. Inga underarter finns listade i Catalogue of Life.